# 新野站 (兵庫縣)
新野站（日语：／ Niino eki */?）是位於兵庫縣神崎郡神河町新野字中村227番2號，西日本旅客鐵道（JR西日本）的播但線車站。

## 歷史
- 1951年（昭和26年）10月15日 - 日本國有鐵道播但線旅客車站啟用[2]。
  - 當時車站地址為兵庫縣神崎郡寺前村（日语：寺前村）新野字中村。
- 1955年（昭和30年）3月31日 - 隨著大河內町（日语：大河内町）成立，車站地址變為兵庫縣神崎郡大河內町新野字中村。
- 1987年（昭和62年）4月1日 - 伴隨國鐵分割民營化，車站由西日本旅客鐵道（JR西日本）營運。
- 2005年（平成17年）11月7日 - 隨著神河町成立，車站地址變為現時地址。
- 2016年（平成28年）3月26日 - 此站可使用IC卡「ICOCA」[3]。站內設置了IC卡專用簡易閘機。

## 車站構造
車站是一座地面車站，設有2面2線的相對式月台，可進行列車交會。各月台之間設有跨線橋連接。
此站是由福崎站管理的無人車站。此站沒有車站大樓，車站出入口直接連接月台。在1號月台設有直立式自動售票機。此站設有IC卡專用簡易閘機。在站前設有男女廁（濕廁）。
2號月台為上下行本線，為一線通過結構，通過列車會使用2號月台。通常情況下，停站的上下行列車都會使用副本線（1號月台），當進行列車交會時，前往寺前的列車會使用2號月台。

### 月台
| 月台 | 路線   | 上下行 | 方向             | 備註         |
| ---- | ------ | ------ | ---------------- | ------------ |
| 1    | 播但線 | 上行   | 福崎、姬路方向   |              |
| 1    | 播但線 | 下行   | 寺前、和田山方向 | 部分列車使用 |
| 2    | 播但線 | 下行   | 寺前、和田山方向 | 部分列車使用 |

## 使用狀況
根據「兵庫縣統計書」，2016年（平成28年）度1日平均乘車人次為595人。
以下為近年1日平均乘車人次列表。
| 年度   | 1日平均 乘車人次 |
| ------ | ---------------- |
| 2000年 | 426              |
| 2001年 | 432              |
| 2002年 | 486              |
| 2003年 | 510              |
| 2004年 | 500              |
| 2005年 | 560              |
| 2006年 | 565              |
| 2007年 | 562              |
| 2008年 | 559              |
| 2009年 | 558              |
| 2010年 | 555              |
| 2011年 | 572              |
| 2012年 | 582              |
| 2013年 | 604              |
| 2014年 | 574              |
| 2015年 | 588              |
| 2016年 | 595              |

## 車站周邊
- 乘德寺
- 淨光寺

## 相鄰車站
西日本旅客鐵道（JR西日本）
 播但線
鶴居－新野－寺前

## 注腳
1. 1 2 3 4 5 6 7 8  . 神戸新聞総合出版センター. 2011-12-15: 158. ISBN 9784343006028 （日语）.
2. 1 2  「日本国有鉄道公示第238号」『官報』1951年10月13日（國立國會圖書館數碼化收藏）
3. ↑   (PDF) (新闻稿). 西日本旅客鉄道. 2015年12月18日  [2016-03-26]. （原始内容存档 (PDF)于2016-03-05） （日语）.
4. ↑  兵庫県統計書 （页面存档备份，存于）（日語）

## 外部連結
- 新野｜車站資訊：JR出門網 - 西日本旅客鐵道（日語）